# Fenotyp

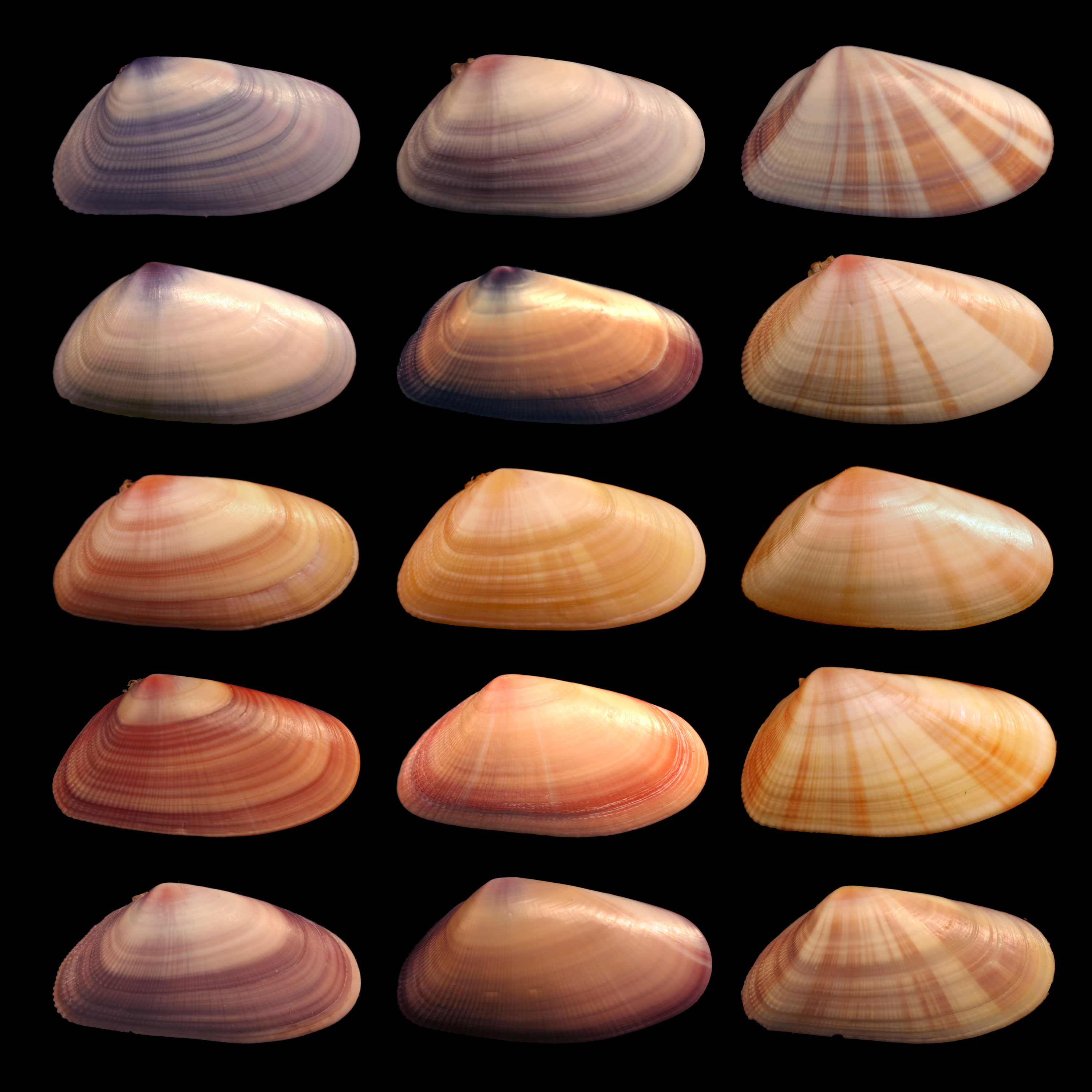
Ukázka fenotypů mlžů druhu Donax variabilis – různorodé zbarvení a vzorování

Fenotyp (starořecky φαίνω phaíno „objevuji se“ a τύπος týpos „tvar, podoba, vzor“)  je soubor všech pozorovatelných vlastností a znaků živého organismu. Fenotyp představuje výsledek spolupůsobení genotypu, epigenetiky a prostředí, které určují, jak bude organismus v daném znaku nakonec vypadat. Platí rovnice:
fenotyp = genotyp + epigenetika + prostředí
Jedinci se shodným genotypem nemusí mít stejný fenotyp a naopak jedinci se stejným fenotypem nemusí mít stejný genotyp.
Znaky mohou být morfologické, fyziologické, ale i psychické. Dále se rozlišují znaky kódované majorgeny, na jejichž projev ve fenotypu nemá prostředí žádný nebo téměř žádný vliv (barva očí, krevní skupiny, struktura bílkovin), a znaky kódované minorgeny, na jejichž projev má prostředí vliv velký (velikost rostliny, množství semen a další).
Výzkum struktury, funkce a dědičnosti genů je předmětem genetiky, molekulární genetiky nebo molekulární biologie. Genetika úzce souvisí se šlechtitelstvím a plemenářstvím, které se snaží najít spojitost mezi geny a znaky, aby zvýšily výnosy a užitkovost pěstovaných rostlin a chovaných zvířat.

## Historie

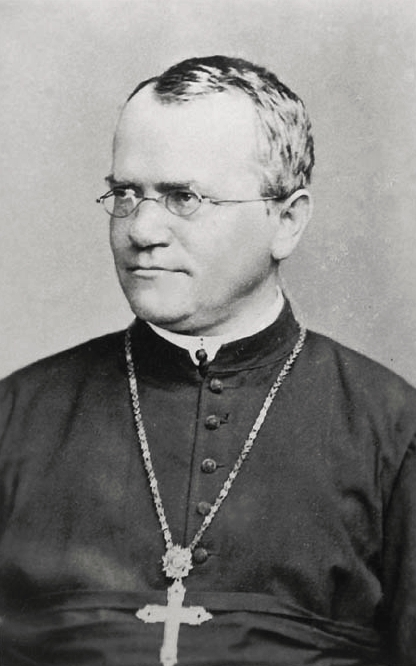
Gregor Mendel

Za zakladatele genetiky a objevitele základních zákonů dědičnosti je považován moravský přírodovědec německého původu Gregor Johann Mendel (1822 Hynčice – 1884 Brno), který byl mnichem a později opatem augustiniánského kláštera ve Starém Brně.
Věnoval se křížení hrachu a sledování jeho potomstva. Na základě svých pokusů formuloval tři pravidla, která později vešla ve známost jako Mendelovy zákony dědičnosti.
Své pokusy na rostlinách přednesl v roce 1865 na setkání Brněnského přírodovědeckého spolku a následně publikoval v práci Pokusy s rostlinnými hybridy (1866).
Mendelův přínos pro biologii byl rozpoznán až po jeho smrti, začátkem 20. století Hugo de Vriesem, Carlem Corrensem, Erichem von Tschermakem a především Williamem Batesonem, který nechal přeložit jeho práci do angličtiny.

## Tabulka vztahu genotypu a fenotypu
| Genotyp je soubor všech genů       |  | Fenotyp je soubor všech znaků                  |
| ---------------------------------- |  | ---------------------------------------------- |
| gen je vloha, pokyn, návod         |  | znak je vlastnost, viditelný i neviditelný rys |
| gen má minimálně dvě formy – alely |  | znaky mohou být morfologické                   |
| gen je informace k tvorbě bílkovin |  | znaky mohou být funkční                        |
| gen je specifický úsek DNA         |  | znaky mohou být psychické                      |
| gen monogenní určuje jeden znak    |  | znak může být určen monogenním genem           |
| gen polygenní určuje několik znaků |  | znak může být určen polygenním genem           |
| genotyp se během života nemění     |  | fenotyp se během života může měnit             |

## Rovnice vztahu genotypu a fenotypu

Sedm znaků hrachu popsaných Gregorem Johannem Mendelem

Mezi genotypem a fenotypem platí vztah, který lze vyjádřit rovnicí:
F = G + E + EP
- F je fenotyp
- G je genotyp, který je dán sekvencí DNA
- EP je epigenetika, která je součást dědičnosti, přestože nemá základ v sekvenci DNA
- E je prostředí

Faktory vnějšího prostředí mohou některé části genetického programu organismu regulovat nebo modifikovat, a tím ovlivnit výslednou formu znaku. Určité patologické formy některých znaků organismu pak vznikají především na základě působení vnějších faktorů.
Kompletní genom lidstva je známý, ale jen u malé části genů byla odhalena fenotypická odezva. Výzkum v této oblasti patří k těm nejrychleji se rozvíjejícím oborům genetiky.

## Fenotypová plasticita
Míra vlivu genotypu na fenotyp se nazývá fenotypová plasticita:
- Nízká hodnota plasticity znamená velký vliv genotypu a nízký vliv prostředí.
- Vysoká hodnota plasticity znamená malý vliv genotypu a velký vliv prostředí.

Faktory vnějšího prostředí mohou některé části genetického programu organismu regulovat nebo modifikovat, a tím ovlivnit výslednou formu znaku. Určité patologické formy některých znaků organismu tak vznikají především na základě působení vnějších faktorů.

## Dědičnost

Ukázka dědičnosti genu, který má dvě různé alely (modrou a bílou) a kde nosičem genu je otec i matka. Jejich potomstvo pak může zdědit tento gen ve čtyřech variantách

Základem dědičnosti je genotyp, který je souborem všech pokynů zakódovaných v genu. Každý gen se vyskytuje ve dvou formách – alelách. Jedna alela je mateřského původu a druhá otcovského. Fenotyp je pak souborem všech vlastností a znaků živého organismu, které zdědil od matky a otce na základě jejich genotypu.

### Monogenní dědičnost
Monogenní dědičnost (monogenic inheritance) je typ dědičnosti, kdy znak je způsoben jediným genem. Gen se nazývá majorgen (major gene) a jde o gen velkého účinku, kterým jsou děděny kvalitativní znaky.

### Polygenní dědičnost
Polygenní dědičnost (polygenic inheritance, multiple gene inheritance) je typická pro naprostou většinu děděných kvalitativních znaků u člověka a živočichů (například výška, odstín pleti). Tyto znaky jsou ovlivněny působením mnoha různých genů a jejich konkrétních alel. Geny se nazývají minorgeny (minor genes ) a jde o geny malého účinku.